# Joanne Crofford
Pour les articles homonymes, voir Crofford.
Joanne Sharon Crofford (née Elkin le 29 octobre 1947) est une femme politique provinciale canadienne de la Saskatchewan. Elle représente la circonscription de Regina Lake Centre, Regina Centre et Regina Rosemont à titre de députée du Nouveau Parti démocratique de la Saskatchewan de 1991 à 2007.

## Biographie
Née à Regina en Saskatchewan, elle est la fille de Hubert Elkin et d'Elise Lillian Kozen. Crofford vit et travaille à travers la province, y compris dans le nord. Elle étudie et gradue dans une spécialisation en Études sociales de l'Université de Regina.
Crofford travaille ensuite pendant douze ans à La Ronge entre autres en tant qu'assistante directrice du personnel du Département du Nord de la Saskatchewan, représentante du secrétariat provincial de l'étude d'impact sur l'environnement et comme dirigeante de la Kikinahk Indai and Métis Friendship Centre. De retour à Regina, Croffrod est coordonnatrice du programme du Rainbow Youth Centre et coordonnatrice de recherche de la faculté de travail social de l'Université de Regina.

## Vie politique
Élue en octobre 1991 dans Regina Lake Centre, elle est ensuite réélue dans Regina Centre en 1995 et 1999 et ensuite dans Regina Rosemont, en raison d'un changement de frontière de la circonscription, en 2003.
Avec sa nomination au cabinet en 1995, elle sert dans bon nombre de portfolios, dont en tant que ministre responsable de la Corporation de gestion des propriétés de la Saskatchewan, ministre responsable du Statut de la Femme, ministre responsable de l'Autorité des Spiritueux et de la Loterie, ministre responsable du Secrétariat des Affaires Indiennes et Métisses, ministre de l'Éducation post-secondaire et des Techniques d'apprentissages, ministre responsable de la Saskatchewan Communications Network, ministre du Travail, ministre de la Culture, Jeunesse et des Loisirs, ministre responsable de la Commission des Services publics, ainsi que de la Wascana Centre Authority et de la Corporation de la Loterie de Saskatchewan.
En 2001, elle se porte candidate à la course à la chefferie du Nouveau Parti démocratique déclenchée à la suite du départ de Roy Romanow. Cependant, elle et Buckley Belanger sont éliminés dès le premier tour, n'ayant pas réussi à obtenir au moins 5 % des suffrages. Après un quatrième ballottage, Lorne Calvert est élu chef et devient simultanément premier ministre de la Saskatchewan.
Nommée ministre des Ressources communautaires et de l'Emploi, ministre responsable de l'Accessibilité pour les personnes handicapées, ainsi que ministre responsable de la Loterie en novembre 2003, elle annonce, en 2006, ne pas vouloir se représenter à la prochaine élection.

## Hors la politique
Elle sert plusieurs causes culturelles, artistiques, concernant les droits de l'Homme, le travail des jeunes, les affaires et les organisations de services communautaires. Elle est aussi présidente de la cérémonies d'ouverture de la coupe Grey de 1995 à Regina.
Le Centre des langues internationales de la Saskatchewan la récompense d'un certificat honorifique en langue pour son soutien dans l'instruction des langues internationales.